# Lufthavnvegen
Lufthavnvegen  er en norsk motorvej i Ullensaker kommune, der forbinder E6 ved Jessheim med Oslo Lufthavn, Gardermoen.
Den udgør en vigtig transportrute mellem Oslo og Oslo Lufthavn, Gardermoen.
Motorvejen starter i Kverndalenkrysset E6 hvor der er forbindelse mod Oslo og Trondheim og føres mod vest. Den passerer rastepladsen Gardermoen OSL Sentralområde og derefter frakørsel 2 Lundbykrysset, hvor der er forbindelse ad E16 mod Hønefoss og Nannestad. Den passerer derefter frakørsel 3 Sentralområde hvor der er parkeringspladser til Oslo Lufthavn, Gardermoen.
Motorvejen forsætter videre og ender i Oslo Lufthavn, Gardermoen.
Vejen har en hastighedsgrænse på 100 km/t.
- 50 Kverndalenkrysset E16 E6→ Oslo, Trondheim
- Gardermoen OSL Sentralområde
- 2 Lundbykrysset  E16→ Hønefoss, Nannestad
- 3 Sentralområde P11 P1-P7
- Oslo Lufthavn, Gardermoen